# Salvia littae

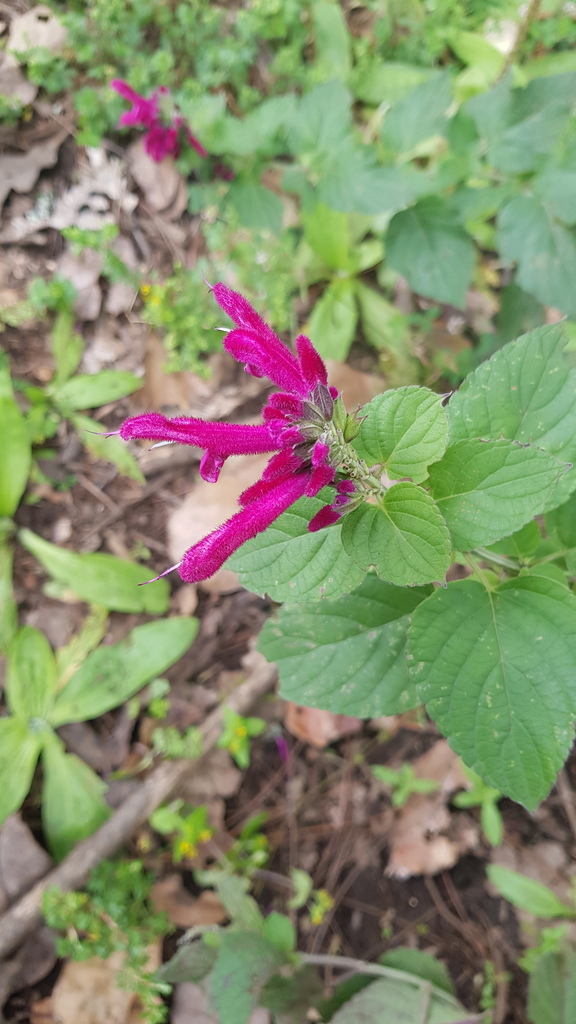
Cây xô thơm

Salvia littae là một loài thực vật có hoa trong họ Hoa môi. Loài này được Vis. miêu tả khoa học đầu tiên năm 1847.